# Johannes Droste
Pour les articles homonymes, voir Droste.
Johannes Droste, né à Grave le 28 mai 1886 et mort à Leyde le 16 septembre 1963, est un mathématicien néerlandais et la deuxième personne, après Karl Schwarzschild, à avoir résolu l'équation d'Einstein.

## Biographie
Le 27 mai 1916, étudiant de Hendrik Lorentz à l'université de Leyde, Droste présente sa solution de l'équation d'Einstein à l'Académie royale néerlandaise des arts et des sciences. Il obtient son doctorat en 1916. De 1914 à 1919, Droste enseigne les mathématiques au gymnasium de Gorinchem. Il rejoint alors l’université de Leyde et y devient professeur de mathématiques en 1930. Se consacrant à l'enseignement de l'analyse mathématique, il délaisse ses recherches en physique, à l’exception de quelques contributions en élasticité et en thermodynamique.

## Œuvres
- (nl) Johannes Droste, Het zwaarterkrachtsveld van een of meer lichamen volgens de theorie van Einstein (thèse de doctorat), Leyde, E. J. Brill, 1916, 1 vol., XII-72, 27 cm (OCLC 4644074, SUDOC 01900950X).